# Olivibis
Olivibis (Bostrychia olivacea) är en fågel i familjen ibisar inom ordningen pelikanfåglar.

## Utseende och läte
Olivibis är en mörk ibis med en raggig huvudtofs och gröna skuldror. Den liknar fläckbröstad ibis, men är större och kraftigare, har diagnostisk svart bar hud i ansiktet och saknar fläckar på undersidan. Jämfört med hagedashibisen är den istället mindre med mindre näbb. Lätet är ett tvådelat trumpetande "hee-haa", lik hagedashibisen men enklare.

## Utbredning och systematik
Olivibis delas in i fyra underarter med följande utbredning:
- Bostrychia olivacea olivacea – låglandsskogar i Sierra Leone och Liberia
- Bostrychia olivacea cupreipennis – låglandsskogar i Kamerun, Gabon, Kongo och Demokratiska republiken Kongo
- Bostrychia olivacea akeleyorum – bergsskogar i Kenya och Tanzania
- Bostrychia olivacea rothschildi - förekom tidigare på ön Príncipe i Guineabukten (utdöd ca 1901)

Tidigare betraktades sãotoméibis (B. bocagei) utgöra en underart till olivibis men den urskiljs nu oftast som egen art.

## Levnadssätt
Olivibisen är en skogslevande fågel. Den påträffas i fuktig undervegetation i regnskog, men även lokalt i mangroveträsk. Den är generellt fåtalig och mycket skygg.

## Status och hot
Arten har ett stort utbredningsområde, men tros minska i antal, dock inte tillräckligt kraftigt för att den ska betraktas som hotad. Internationella naturvårdsunionen IUCN listar arten som livskraftig (LC).